# Logan Mader

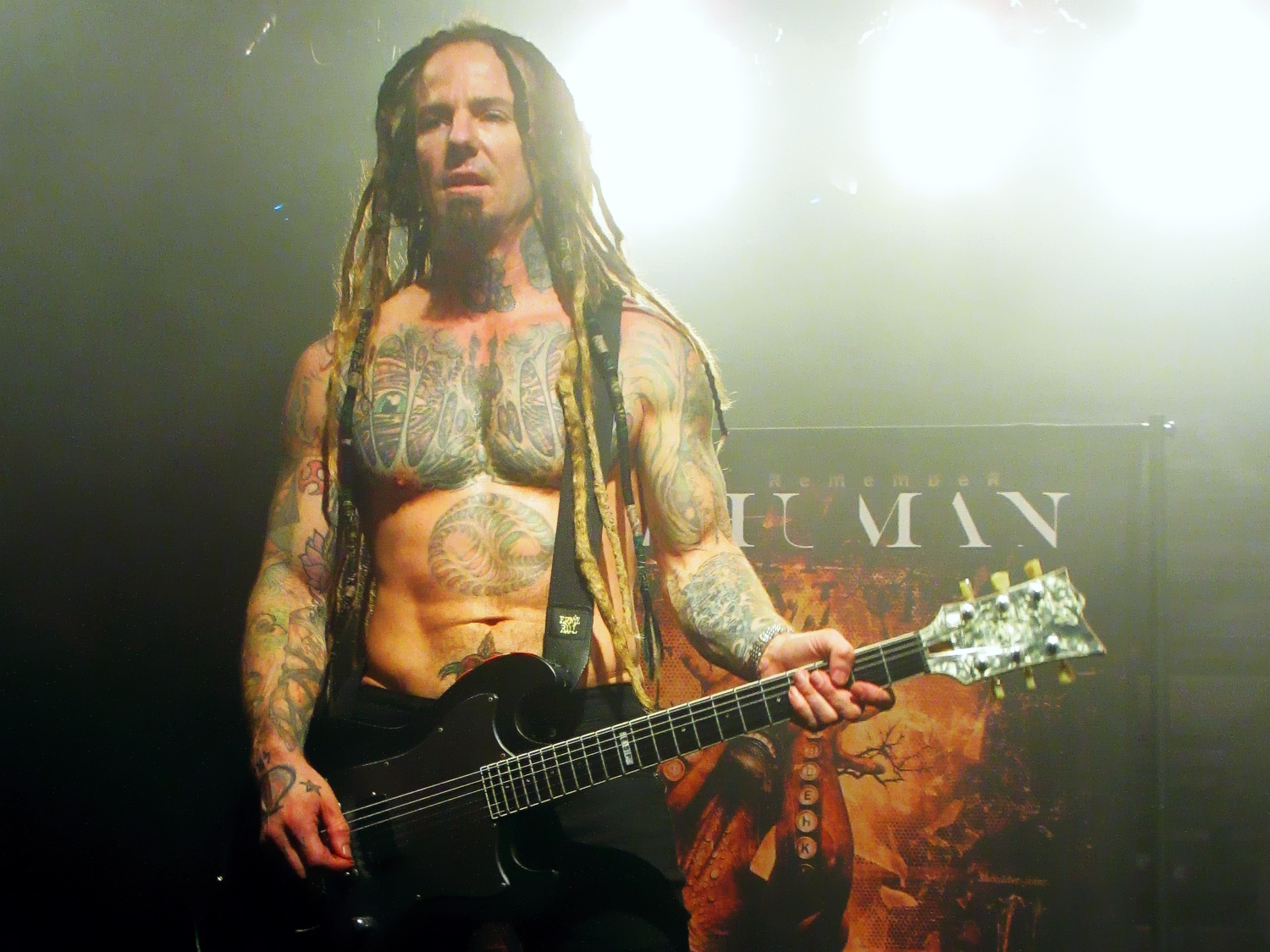
Mader live bei einem Konzert, 2015

Logan Mader (* 16. November 1970 in Montreal) ist ein kanadischer Gitarrist, Musikproduzent und Toningenieur. Bekannt wurde Mader als Gründungsmitglied und Gitarrist von Machine Head (1992–1997, 2019/2020) und durch seine kurzzeitige Tätigkeit bei Soulfly (1998–1999).

## Werdegang

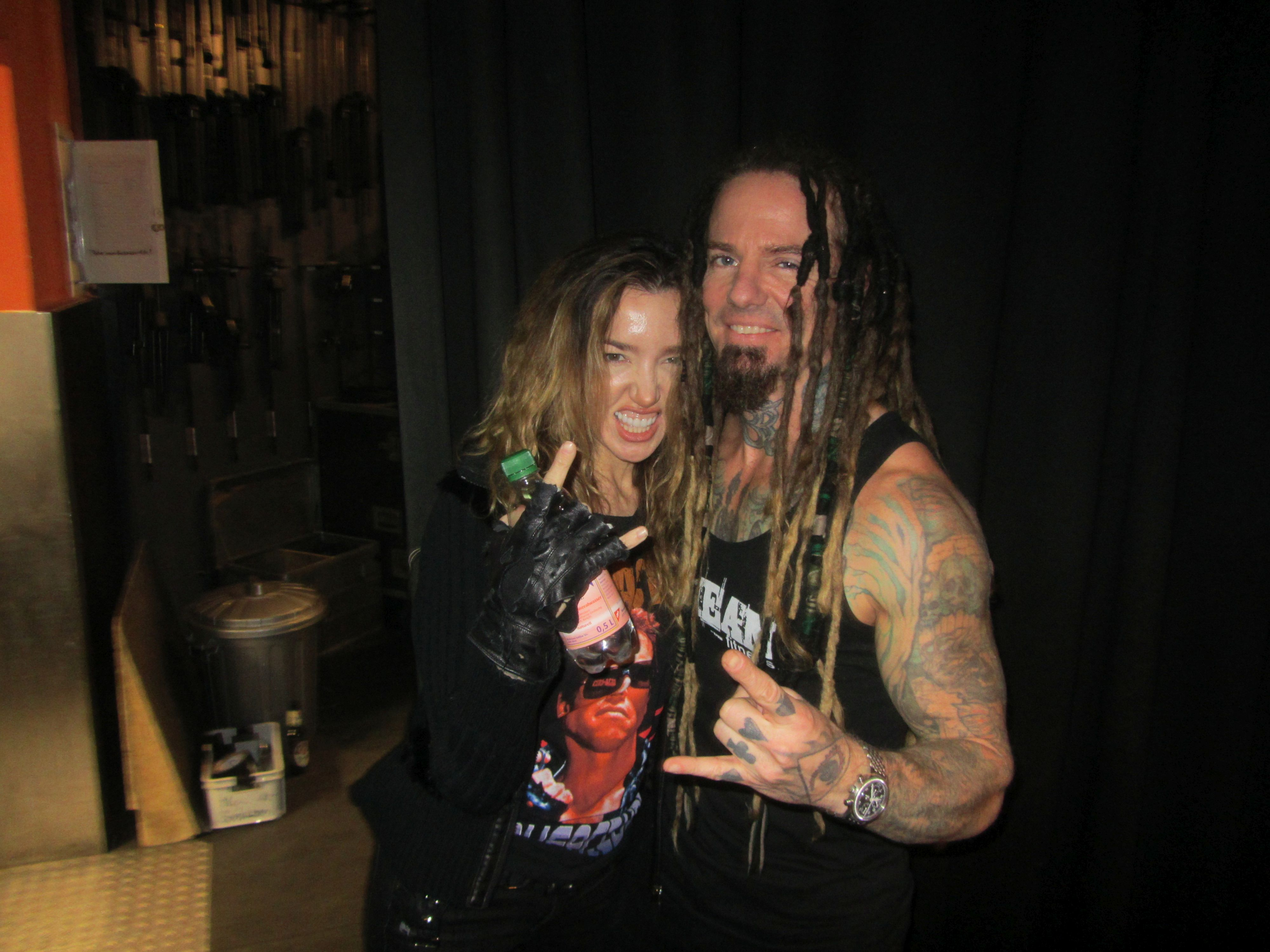
Gitarrist Logan Mader mit Sängerin Lauren Hart (li.) von Once Human (2015)

Mader gehörte 1992 zu den Gründungsmitgliedern von Machine Head und spielte auf den ersten zwei Alben der Band Burn My Eyes und The More Things Change…. Sieben Jahre später verließ er Machine Head im Streit, erst zum 25-jährigen Jubiläum des Debütalbums 2019/2020 war er mit Original-Schlagzeuger Chris Kontos kurzzeitig wieder als Teil der Band aktiv. Mader spielte außerdem zusammen mit Kontos, Robb Flynn und Jared MacEachern eine neue Version des Albums "live" im Studio ein.
Nach seinem Aus bei Machine Head 1998 schloss sich Mader Soulfly an und ist auf einem Remix auf deren selbstbetiteltem Debütalbum wie auch auf der später folgenden Tribe EP zu hören. Nach diversen Unstimmigkeiten mit dem Kopf der Band Max Cavalera verließ er Soulfly jedoch schon nach kurzer Zeit wieder und gründete im Folgenden mit seinem Freund Whitfield Crane (ex-Ugly Kid Joe) die Band Medication. Diese löste sich nach einer 2002 veröffentlichten EP und einem Album im Jahr 2003 wieder auf.
Im selben Jahr gründete Mader die bislang nur im Rahmen von Film- und Computerspiel-Soundtracks in Erscheinung getretene Gruppe Stereo Black. Auf dem Jubiläumsalbum Roadrunner United ist Mader auf dem Song The End zu hören, außerdem produzierte er im Rahmen dieses Projekts alle Stücke, die unter der Leitung von Dino Cazares entstanden waren.
Mader konzentrierte sich im Folgenden auf seine Tätigkeit als Musikproduzent und Toningenieur und zeichnete seither für verschiedene, teils sehr erfolgreiche Alben aus dem Metalbereich verantwortlich.
Im September 2015 wurde das Debütalbum seines Metal-Projekts Once Human über earMUSIC veröffentlicht, zwei Jahre später erschien mit Evolution das Zweitwerk der Band, 2022 folgte Scar Weaver.
Im Jahr 2022 wurde Mader als neuer Gitarrist von Meshiaak bestätigt, er wird auch deren kommendes Album produzieren.

## Diskografie (Auswahl)

### Als Gitarrist
- Machine Head – Burn My Eyes (1994)
- Machine Head – The More Things Change… (1997)
- Medication – Medication (EP, 2002)
- Medication – Prince Valium (2002)
- Once Human – The Life I Remember (2015)
- Once Human – Evolution (2017)
- Once Human – Scar Weaver (2022)

### Als Produzent/Toningenieur
- Media Lab – Bleeding Memory (2005)
- Silent Civilian – Rebirth of the Temple (2006)
- Twin Method – The Volume of Self (2006)
- Five Finger Death Punch – The Way of the Fist (2007)
- Divine Heresy – Bleed the Fifth (2007)
- Cavalera Conspiracy – Inflikted (2008)
- Gojira – The Way of All Flesh (2008)
- Echoes of Eternity – As Shadows Burn (2009)
- Hamlet – La puta y el diablo (2009)
- DevilDriver – Pray For Villains (2009)
- Soulfly – Omen (2010)
- Channel Zero – Feed 'Em with a Brick (2011)
- Bonded by Blood – The Aftermath (2011)
- Fear Factory – The Industrialist (2012)
- Incite – All Out War (2012)
- Asking Alexandria – From Death To Destiny (2013)
- Dagoba – Post Mortem Nihil Est (2013)
- Devil You Know – The Beauty of Destruction (2014)
- Septicflesh – Titan (2014)
- Black Bomb A – Comfortable Hate (2015)
- Butcher Babies – Take it Like a Man (2015)
- Invidia – As The Sun Sleeps (2017)
- Brave The Cold – Scarcity (2020)